# 木更津駐屯地
木更津駐屯地（きさらづちゅうとんち、JGSDF Camp Kisarazu）は、千葉県木更津市吾妻地先に所在し、第1ヘリコプター団等が駐屯する陸上自衛隊の駐屯地である。

## 概要

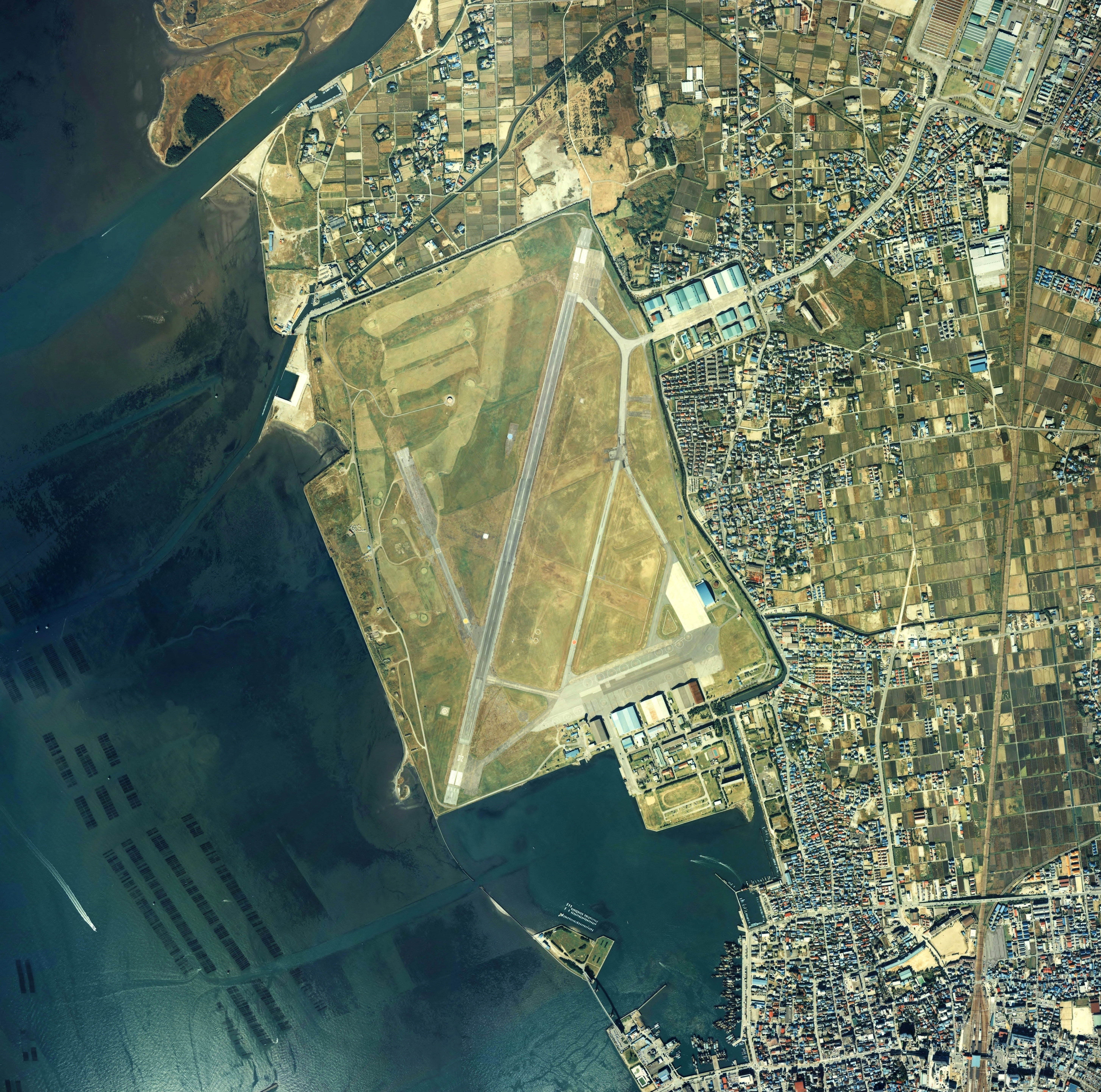
木更津駐屯地周辺の空中写真。画像中央滑走路が木更津飛行場と駐屯地。右上方向に飛び地が見える。駐屯地北西側に小櫃川の河口、南側には木更津港と木更津市街地が広がる。1988年撮影の6枚を合成作成。
。

海上自衛隊の航空補給処は駐屯地内（同市江川無番地）にあるが、航空自衛隊入間基地の木更津分屯基地は、飛び地（同市岩根1丁目4−1）に所在している。駐屯地と飛び地は、片側2車線の道路で結ばれている。なお、この道路の東側と西側の沿道には、戸建住宅が多い。駐屯地司令は第1ヘリコプター団長が、分屯基地司令は航空自衛隊第4補給処木更津支処長が兼務。敷地内に、陸上自衛隊木更津飛行場があり、第1ヘリコプター団の拠点となっている他、主要国首脳会議などで、海外の首脳が来日した際等に使われる賓客の移動専用のEC-225LPヘリコプターの運用を行う特別輸送ヘリコプター隊が駐屯している。また、駐留部隊はいないものの、在日米軍の補助飛行場に指定されており、施設が提供されている。
有事の際は、第1ヘリコプター団のヘリコプターを速やかに習志野駐屯地に向かわせ、そこに駐屯している第一空挺団や特殊作戦群の隊員をピックアップし、直接現地へ向かうか、または木更津飛行場や海上自衛隊下総航空基地へ移動し、航空自衛隊の入間基地より飛来したC-1輸送機に乗せ換え日本全国へ展開させる。
元々は大日本帝国海軍の航空基地として埋め立てられたものであり、帝都防衛の他、硫黄島への連絡などにも使われていた。開隊時の詳細は木更津海軍航空隊の項を参照のこと。第二次世界大戦末期には日本初のジェット機である橘花が初飛行した場所でもある。
1945年（昭和20年）9月にアメリカ軍が接収した後、しばらくは米空軍の基地（木更津エア・ベース）として使用されていたが、1956年（昭和31年）に航空自衛隊木更津基地が発足し、輸送機部隊や飛行点検隊などが主に使用するようになり、その後、米空軍の部隊は1961年（昭和36年）に立川飛行場（東京都・1977年（昭和52年）全面返還）に移転、施設の管轄権が米空軍から米海軍へ移動した。
1968年（昭和43年）には航空自衛隊の部隊が入間基地に移転し、同年、霞ヶ浦駐屯地（茨城県）から陸上自衛隊第1ヘリコプター団が移転、陸上自衛隊木更津駐屯地として現在に至っている。
また、1968年（昭和43年）12月の第9回日米安全保障協議委員会における在日米軍施設区域調整計画で基地返還が検討されたが、米軍が「不可欠の任務のため当施設を継続的に使用する権利を有する」ことになり、現在まで全面返還は実現していない。その後、第7艦隊の空母に所属する故障中の艦載機が格納庫へ搬入されていたこともあり、1975年（昭和50年）に米海軍の部隊が横須賀海軍施設（米海軍横須賀基地・神奈川県）に移転したのちは、米軍の使用実態はほとんど無いものの、現在も日米地位協定では2条4項a（II-4a）における米軍管理・自衛隊共同使用施設・区域という位置づけとなっている。
日米安全保障条約上の施設名称は「木更津飛行場（施設番号:FAC 3033）」で、アメリカ海軍は「Kisarazu ALF（Auxiliary Landing Fieldの略）」という呼称を用いることが多い。
航空自衛隊地区は2010年（平成22年）に発覚した航空自衛隊事務用品発注官製談合事件の影響を受け、2013年（平成25年）8月1日をもって航空自衛隊第1補給処が廃止、「航空自衛隊第4補給処木更津支処」に改組されるとともに、基地から分屯基地に縮小された。

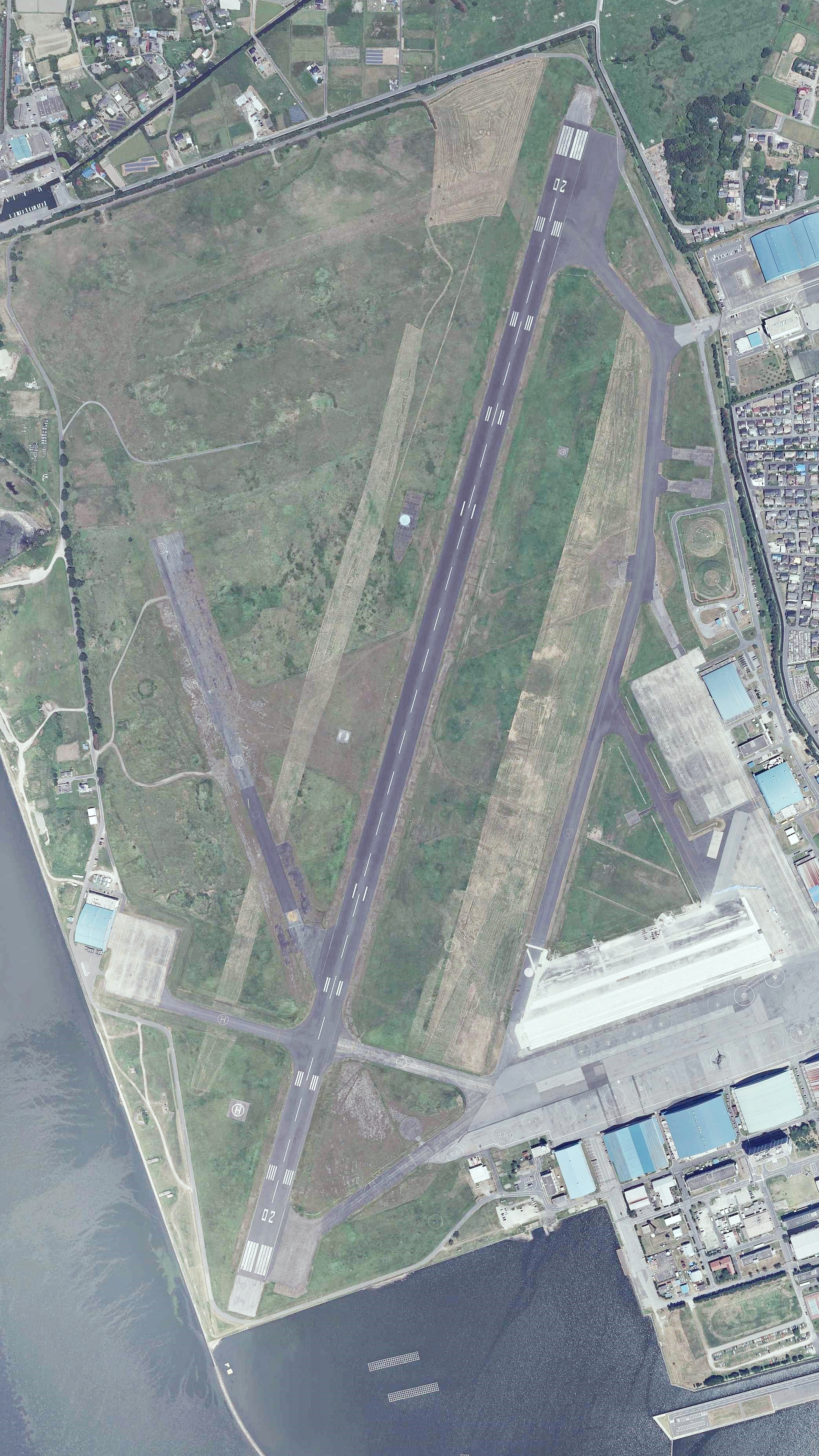
木更津飛行場の空中写真（2019年）

## 航空管制
| TWR    | 126.2MHz,138.05MHz,140.5MHz,236.8MHz,359MHz |
| APP    | 119.1MHz,261.2MHz                           |
| RESCUE | 123.1MHz                                    |

- TWR,RESCUEは、陸上自衛隊東部方面管制気象隊第3派遣隊が担当
- APPは、国土交通省東京航空局東京空港事務所航空管制官が担当

## 航空保安無線施設
2016年3月31日改訂の航空路誌によると、長らく基地内に設置されていた木更津VOR/DME局（識別符号:KZE）は廃止され、同日より木更津TACAN局が運用開始となった。同日より保守は東部方面管制気象隊に移管。
| 局名     | 種類  | 周波数   | チャンネル | 識別符号 | 運用時間 |
| -------- | ----- | -------- | ---------- | -------- | -------- |
| KISARAZU | TACAN | 1124MMHz | CH-37Y     | KZT      | H24      |

以下はかつて、運用されていた木更津VOR/DME局の諸元である。
| 局名     | 種類 | 周波数   | チャンネル | 識別信号 | 運用時間 |
| -------- | ---- | -------- | ---------- | -------- | -------- |
| KISARAZU | VOR  | 114.5MHz | CH-92X     | KZE      | 24       |
| KISARAZU | DME  | 1179MHz  | CH-92X     |          | 24       |

- 保守は、国土交通省東京航空局東京空港事務所航空管制技術官が担当

## 沿革
陸上自衛隊木更津駐屯地
- 1968年（昭和43年）3月25日：木更津駐屯地が新設[3]。第1ヘリコプター団が霞ヶ浦駐屯地より移駐。
- 1976年（昭和51年）9月12日： 台風17号（9.12水害）による長良川決壊現場に木更津駐屯地所属ヘリコプター11機出動。このうち1機が移動中に三河湾へ墜落して隊員3人が重軽傷[4]。
- 1986年（昭和61年）12月19日：特別輸送飛行隊が第1ヘリコプター団隷下に新編。
- 1992年（平成04年）3月27日：第4対戦車ヘリコプター隊を新編。
- 2008年（平成20年）
  - 3月25日：

  1. 第1ヘリコプター団隷下の第1ヘリコプター隊および第2ヘリコプター隊を廃止。
  2. 特別輸送飛行隊を廃止。

  - 3月26日：部隊新編。

  1. 第1輸送ヘリコプター群（第103～第106飛行隊の4個飛行隊基幹）を新編し、第1ヘリコプター団に編合。
  2. 第102飛行隊を新編し、第1ヘリコプター団に編合。
  3. 特別輸送ヘリコプター隊を新編し、第1ヘリコプター団に編合。
- 2015年（平成27年）3月26日：東部方面会計隊の改編に伴い、第428会計隊が廃止され、第316会計隊木更津派遣隊が配置される。
- 2020年（令和02年）3月26日：輸送航空隊を新編し、第1ヘリコプター団に編合[5][6][7][8][9]。
- 2025年（令和07年）
  - 7月9日：輸送航空隊が佐賀駐屯地に移駐開始。
  - 8月12日：輸送航空隊のV-22輸送機全17機の移駐が完了[10][11]。

## 駐屯部隊

### 陸上総隊隷下部隊
- 第1ヘリコプター団（主力）

### 東部方面隊隷下部隊
- 東部方面航空隊
  - 第4対戦車ヘリコプター隊
  - 東部方面管制気象隊
    - 第3派遣隊
- 東部方面システム通信群
  - 第105基地システム通信大隊
    - 第320基地通信中隊
      - 木更津派遣隊
- 東部方面後方支援隊
  - 第101全般支援隊
    - 整備中隊
      - 木更津派遣隊
- 東部方面会計隊
  - 第316会計隊
    - 木更津派遣隊
- 木更津駐屯地業務隊

### 防衛大臣直轄部隊
- 警務隊
  - 東部方面警務隊
    - 第127地区警務隊
      - 木更津連絡班

## 所在機関（木更津地区）

### 防衛大臣直轄機関
- (海上自衛隊補給本部)
  - 海上自衛隊航空補給処

※住所は木更津市江川無番地である。

## 所在機関（木更津分屯基地）

### 防衛大臣直轄機関
- (航空自衛隊補給本部)
  - （航空自衛隊第4補給処）
    - 木更津支処
- （航空警務隊）
  - 木更津地方警務隊

※木更津市岩根1丁目4−1に所在する。

## 最寄の幹線交通
- 高速道路：館山自動車道 木更津北IC、東京湾アクアライン 木更津金田IC
- 一般道：国道16号、国道127号、国道409号、国道410号、千葉県道87号袖ケ浦中島木更津線、千葉県道90号木更津富津線、千葉県道270号木更津袖ケ浦線
- 鉄道：JR東日本内房線 巌根駅、内房線/久留里線 木更津駅（かつて、同駅と航空自衛隊第1補給処の飛び地との間に鉄道引込線があった。現在も痕跡が残るが、旧版地図にも引込線が載っている）
- 港湾：木更津港（重要港湾）
- 飛行場：東京国際空港 (拠点空港)

## メディアへの露出

### 映画『ガメラ』シリーズ
- 1996年、特撮映画『ガメラ2 レギオン襲来』の撮影において霞目飛行場のシーンのロケが行われた。駐屯する各部隊が撮影に協力し、第2ヘリコプター隊第2飛行隊（当時、現第1輸送ヘリコプター群第106飛行隊）所属のCH-47が実際に登場した。
  - 「霞目飛行場」として登場するため、施設名称板等を該当地のものにそれらしく似せて撮影が行われている。

### 「木更津4姉妹」と「痛コブラ」
- 2012年、第4対戦車ヘリコプター隊創隊20周年を記念して、木更津駐屯地航空祭において所属機に萌えキャラ『木更津茜』・『木更津葵』をペイントし、同キャラの等身大パネル・コスプレイヤーとともに展示した。これはのちに『痛コブラ』として日本、ひいては世界に知られるようになった[12]。
  - なお、前年の2011年には隊員によるオリジナルキャラ「AOIちゃん」が製作され、それがAH-1Sに描かれたことがインターネットに話題となったのが発端であり、創隊20周年に併せてバージョンアップした企画が当企画であった[12]。さらに、2013年には妹2人が生まれ、『木更津4姉妹』が誕生、これらの『痛コブラ』も誕生した[12]。4姉妹は上から順に茜、葵、若菜、柚子であり、茜（2尉）と葵（3尉）はパイロット、若菜（陸士長）は通信士の設定である[12]。木更津4姉妹制作にあたっては、イラストレーターの藤沢孝に作画を依頼した[12]。
  - 製作費は隊員のカンパであり、塗装等も課業外で行われたという[12]。グッズ等も当日版権による販売が行われた[12]。
  - 『木更津4姉妹』の噂は陸上幕僚監部まで伝わり、上局から「やりすぎ」という厳しいお叱りを受けたため企画は2013年をもって終わった[12]。しかし、その後も根強い人気を得ており、著作権を有する藤沢のライセンス下で、各社からプラモデル化されたほか、以下のゲーム等に露出した。
    - ゲーム『War Thunder』では、三女・若菜の『痛コブラ』を再現したAH-1Sが登場、また若菜を模したパイロットが実装された[13]。
    - ゲーム『りっく☆じあ〜す』では、木更津4姉妹全員が登場し、茜・葵が『駐屯地娘』（木更津駐屯地の擬人化）[14][15]、若菜・柚子が『武器娘』（若菜がAH-1S[16]、柚子がOH-1の擬人化[17]）として参戦している。なお、前キャラ書下ろしの他、声優によるボイスが実装された。